# ناحیه پی ریج، شهرستان براون، ایلینوی
ناحیه پی ریج، شهرستان براون، ایلینوی (به انگلیسی: Pea Ridge Township) یک منطقهٔ مسکونی در ایالات متحده آمریکا است که در شهرستان براون، ایلینوی واقع شده‌است. ناحیه پی ریج ۱۸۸ نفر جمعیت دارد و ۱۸۰ متر بالاتر از سطح دریا واقع شده‌است.